# Haus Rott (Mülheim)
Das Haus Rott ist ein repräsentatives, aber nie ganz fertiggestelltes Anwesen im Broich-Speldorfer Wald in Mülheim an der Ruhr.

## Baugeschichte
Die Anlage von Haus Rott war ein Bauprojekt der Broich-Speldorfer Wald- und Gartenstadt AG. Prominenter Investor war der Industrielle Hugo Stinnes, der sich bereits 1903 ein ausgedehntes Grundstück im Broich-Speldorfer Wald gesichert hatte und dort einen repräsentativen Wohnsitz für sich und seine Frau Cläre plante. Bis zum Sommer des Jahres 1914 waren zwei Pförtnerhäuser, ein Wirtschaftsgebäude sowie ein Gäste- und Teehaus fertiggestellt. Bevor jedoch der Grundstein für das Herrenhaus gelegt werden konnte, brach der Erste Weltkrieg aus und machte alle weiteren Bauausführungen zunichte.
Trotz des fehlenden Hauptgebäudes diente Haus Rott Hugo Stinnes und seiner Familie als Wochenendsitz, nach dem Tod des Hausherrn 1924 auch als Hauptwohnsitz. In den 1950er Jahren ließ die Witwe Cläre Stinnes ein weiteres Wohnhaus bauen, das aber in späteren Jahren wieder abgerissen wurde. 1954/55 wurde in einem Waldstück im nördlichen Teil des Anwesens ein Mausoleum errichtet, in das die sterblichen Überreste von Hugo Stinnes überführt wurden.
1967 kaufte der Mülheimer Industrielle Herbert Grillo das Anwesen von der Witwe, die mit dem Kaufvertrag ein lebenslanges Wohnrecht zugesichert bekam. Nach ihrem Tod 1973 zog dann die Familie des Käufers ein. Das ehemalige Wirtschaftsgebäude wurde zum Pferdestall, das weitläufige Gelände zum Trainingsplatz für die Pferde der Familie Grillo umfunktioniert. Das Mausoleum mit den sterblichen Überresten von Hugo und mittlerweile auch Cläre Stinnes blieb – wie im Kaufvertrag vorgesehen – bestehen und wurde von den neuen Eigentümern weiterhin gepflegt. Nach dem Einzug vereinte die Familie Grillo das Grundstück von Haus Rott mit der angrenzenden Liegenschaft der Villa Fritz Thyssen, die sie ebenfalls erworben hatte.